# Ерос (психоанализа)
 Тази статия е за психоаналитичното понятие Ерос.  За  древногръцкия бог на любовта Ерос вижте Ерос.  
Във Фройдовата психология Ерос, също се свързва с термините на либидото, либидална енергия или любовта, е инстинктът за живот, присъщ на всички хора. Той е желание да се създава живот и е в услуга на продуктивността и изграждането. Ерос се бие срещу разрушителния инстинкт за смърт Танатос (инстинкт за смърт или нагон за смърт). Германският философ и социолог Херберт Маркузе възприема и утвърждава тази концепция чрез влиятелния си труд от 1955 „Ерос и цивилизация“.